# Tallassee
 Tallassee és una població dels Estats Units a l'estat d'Alabama. Segons el cens del 2000 tenia 4.934 habitants.

## Demografia
Segons el cens del 2000, Tallassee tenia 4.934 habitants, 2.067 habitatges, i 1.343 famílies La densitat de població era de 197,8 habitants/km².
Dels 2.067 habitatges en un 28,3% hi vivien nens de menys de 18 anys, en un 45% hi vivien parelles casades, en un 16% dones solteres, i en un 35% no eren unitats familiars. En el 32,4% dels habitatges hi vivien persones soles el 18,4% de les quals corresponia a persones de 65 anys o més que vivien soles. El nombre mitjà de persones vivint en cada habitatge era de 2,33 i el nombre mitjà de persones que vivien en cada família era de 2,94.
Per edats la població es repartia de la següent manera: un 24,5% tenia menys de 18 anys, un 7,7% entre 18 i 24, un 24,3% entre 25 i 44, un 21,7% de 45 a 60 i un 21,7% 65 anys o més.
L'edat mediana era de 40 anys. Per cada 100 dones hi havia 83,7 homes. Per cada 100 dones de 18 o més anys hi havia 78,4 homes.
La renda mediana per habitatge era de 23.946 $ i la renda mediana per família de 32.015 $. Els homes tenien una renda mediana de 27.313 $ mentre que les dones 22.993 $. La renda per capita de la població era de 14.859 $. Aproximadament el 16,9% de les famílies i el 22,8% de la població estaven per davall del llindar de pobresa.

## Poblacions properes
El següent diagrama mostra les poblacions més properes.